# Нифантовская
Нифантовская — деревня в Каргопольском районе Архангельской области России. Входит в состав муниципального образования «Ошевенское».

## История
В «Списке населенных мест Российской империи», изданном в 1879 году, населённый пункт упомянут как деревня Нифантовская (Колпакова) Каргопольского уезда (1-го стана), при речке Чурьеге, расположенная в 31 версте от уездного города Каргополь. В деревне насчитывалось 32 двора и проживало 199 человек (88 мужчин и 111 женщин). Имелись православная часовня, волостное правление и четыре кожевенных заведения.

В 1905 году население деревни Нифантовская составляло 251 человек (120 мужчин и 131 женщина). Насчитывалось 44 двора и 47 семей. Имелся скот: 55 лошадей, 66 коров и 185 голов прочего скота. В административно-территориальном отношении село входило в состав Речно-Георгиевского общества Нифантовской волости Каргопольского уезда.

В 1929—1975 годах деревня входила в состав Поздышевского сельсовета. С 1975 является частью Ошевенского сельсовета.

## География
Деревня находится в юго-западной части Архангельской области, на правом берегу реки Чурьега, на расстоянии примерно 28 километров (по прямой) к северо-северо-западу (NNW) от города Каргополь, административного центра района.

### Часовой пояс
Нифантовская, как и вся Архангельская область, находится в часовой зоне МСК (московское время). Смещение применяемого времени относительно UTC составляет +3:00.

## Население
| 2002 | 2010 | 2012 |
| ---- | ---- | ---- |
| 16   | ↘12  | ↘5   |

Национальный состав
Согласно результатам переписи 2002 года, в национальной структуре населения русские составляли 100 %.